# Juan Bustos Golobio
Juan Gabriel Bustos Golobio (Nicoya, Guanacaste, Costa Rica, 9 de julio de 1992) es un futbolista costarricense que juega como mediocentro mixto, actualmente milita con el equipo Deportivo Upala FC.
Se caracteriza por su habilidad en la conducción del balón y en los remates desde fuera del área, esta última le hizo adjudicarse con el premio al mejor gol del Campeonato de Invierno 2012, en el fútbol de la máxima categoría costarricense. Debutó en 2010 con el Deportivo Saprissa, tras ganar ascensos de acuerdo a su edad. Con los morados se coronó campeón del Torneo de Copa 2013, Verano 2014, y los Inviernos 2014, 2015 y 2016.
Golobio fue llamado por primera vez a la Selección de Costa Rica en septiembre de 2014, con la que ha disputado la Copa Centroamericana (donde anotó el gol de la final), y algunos encuentros amistosos. Anteriormente conformó las selecciones menores y enfrentó los mundiales de Nigeria Sub-17 en 2009 y Colombia Sub-20 en 2011. Asimismo, obtuvo el subcampeonato del Torneo Sub-20 de la Concacaf de 2011.

## Trayectoria

### Deportivo Saprissa

#### Temporada 2010-2011
Nació el 9 de julio de 1992 en Nicoya, Guanacaste. Inició su carrera de futbolista en las divisiones menores del Saprissa hasta ascender al primer equipo en la temporada 2010-2011. El 9 de agosto de 2010, en la jornada 3 del Campeonato de Invierno, fue su partido de debut al ingresar de cambio al minuto 86' por Armando Alonso; encuentro en el cual su equipo enfrentó a la Universidad de Costa Rica en el Estadio Rosabal Cordero, con marcador definitivo de 4-1 a favor de los morados. Su siguiente juego se disputó el 14 de agosto contra el Santos de Guápiles; nuevamente entró como variante, siendo esta vez por David Guzmán y participando 7 minutos en la pérdida 2-0. Constantemente no fue convocado por el entrenador en el torneo y en ocasiones quedaba en la suplencia. Sus dos últimos partidos que jugó fueron ante Puntarenas y Limón. Al finalizar la etapa regular, su equipo no logró clasificar a los cuartos de final de la competición.
En el Torneo de Verano 2011, Bustos no tuvo oportunidad de participar en el primer equipo, ya que en ningún juego fue tomado en cuenta. El Saprissa, por su parte, avanzó a los cuartos de final, venció al Santos pero quedó eliminado por San Carlos en la etapa de semifinales.

#### Temporada 2011-2012
El Invierno 2011 comenzó el 4 de agosto para el equipo tibaseño, al enfrentar el clásico costarricense contra Liga Deportiva Alajuelense; Juan no estuvo en la nómina para este juego que resultaría en empate 1-1. El 24 de agosto se dio su debut en el torneo frente al Pérez Zeledón. Cuatro días después, fue su última participación ya que sufrió una lesión del ligamento de la rodilla que lo mantendría de baja por siete meses. Por otro lado, el equipo saprissista logró alcanzar la fase de semifinales contra los manudos, donde perdieron la ida 0-1 y empataron en la vuelta 2-2, quedando eliminados.
Juan Bustos se perdió toda la etapa de clasificación del Campeonato de Verano 2012 y su club llegó de tercer lugar en la tabla de posiciones. El futbolista se recuperó a finales de abril y el Saprissa enfrentó las semifinales contra el Santos, partidos en los cuales terminaron con marcadores de 1-0 (con una victoria de cada equipo); sin embargo, avanzaron los santistas a la final por la ventaja deportiva. Golobio no jugó estas series por decisión del director técnico Alexandre Guimarães.

#### Temporada 2012-2013
En contraste con la acontecido en las temporadas pasadas, Juan recibió más oportunidades de jugar en el Torneo de Invierno 2012, con su nuevo entrenador Daniel Casas. Por primera vez disputó un partido completo, contra Pérez Zeledón el 25 de julio, en la primera fecha con victoria 3-1. Posteriormente, marcó su primer gol en su carrera profesional frente a Uruguay de Coronado, equipo que recién ascendía. Tras un centro de José Carlos Cancela, Bustos remató de seguido fuera del área y sorprendiendo a los futbolistas charrúas, incluyendo al público por su gran anotación. En la jornada 6 disputada el 16 de agosto, hizo su segundo gol de la misma manera que el primero, siendo esta vez a la portería del Cartaginés. Al acabar la fase regular, participó durante 17 partidos y en cuatro veces esperó desde el banquillo. Su equipo logró el segundo lugar del torneo; enfrentó al Herediano por las semifinales, en la ida terminó 1-1, la vuelta finalizó con derrota 0-1, perdiendo la posibilidad de llegar a la final. Golobio no jugó estas series, ya que quedó en la suplencia. Con este resultado, Casas renunció de la dirección técnica.
El 13 de enero de 2013, se llevó a cabo la inauguración del Torneo de Verano. El jugador apareció como titular de su nuevo estratega Ronald González; el primer partido se desarrolló ante San Carlos en el Estadio Ricardo Saprissa. No obstante, su equipo salió derrotado 1-2. El 20 de enero, Bustos consiguió su primera anotación contra Santos de Guápiles en el triunfo 0-2. Tres días después, hizo otro gol frente a Belén y el número 1500 en la historia del club en su estadio por juegos de campeonato nacional. Sin embargo, terminó en empate con cifras de 1-1. El 17 de febrero, salió expulsado en el minuto 76' en el encuentro ante Alajuelense; juego que se efectuó en el Estadio Morera Soto y con una pérdida 3-1. El 7 de abril, recibió dos tarjetas amarillas y por consiguiente expulsión, en la victoria 1-3 contra el Cartaginés. Estadísticamente, el futbolista tuvo actuación por 19 partidos y su equipo avanzó a las semifinales tras alcanzar el tercer lugar. En las semifinales, enfrentaron nuevamente al conjunto brumoso; las dos series terminaron empatadas 1-1 y 0-0, pero avanzaron los cartagineses por la ventaja deportiva que ganaron al ubicarse de segundo lugar en la tabla de posiciones.

#### Temporada 2013-2014
A inicios de julio, se retomó la iniciativa de los torneos de copa en Costa Rica. Por lo tanto, se desarrolló el Torneo de Copa 2013 donde su equipo fue cabeza de serie en los octavos de final frente a Guanacasteca y con visita recíproca (ida y vuelta). El primer juego se disputó en el Estadio Chorotega, en el cual su compañero Manfred Russell hizo la única anotación para la victoria 0-1; Bustos participó 60 minutos. En el segundo partido, Golobio no apareció en la convocatoria y el club saprissista logró avanzar tras obtener su segundo triunfo 3-0. En los cuartos de final, el Saprissa visitó el Estadio El Labrador para jugar contra Uruguay de Coronado; nuevamente el futbolista no se encontró en la nómina. Sin embargo, el marcador terminó 1-4 a favor de los tibaseños. El encuentro de vuelta acabó 2-1 y avanzando a la siguiente ronda. Las semifinales se disputaron ante el Cartaginés; los resultados fueron de empates 1-1 y 2-2, por lo que se decidió al ganador por medio de los lanzamientos de penal; Saprissa triunfó con cifras de 7-6. El 4 de agosto se desarrolló la final frente a Carmelita y Juan jugó 83 minutos. Después de que no hubo ganador en esta serie por la igualada 0-0, se llevó a los penales. Su club ganó 4-2 y de esta manera, Golobio alcanzó su primer logro como futbolista morado.
El 11 de agosto se realizó la primera fecha del Campeonato de Invierno 2013, pero el jugador quedó en el banquillo en la victoria 4-2 ante el Pérez Zeledón. En la jornada 5, Golobio debutó en la competición entrando de cambio. El 20 de octubre, sufrió una ruptura de clavícula en el partido contra Limón, por lo tanto, estuvo un mes inactivo. Regresó en la jornada 22 desarrollada el 24 de noviembre frente al Cartaginés. Su equipo avanzó de tercer lugar y enfrentó a la Liga Deportiva Alajuelense en semifinales. Ambas etapas terminaron con marcadores de 1-0, con una victoria para cada escuadra, sin embargo, avanzó su rival a la siguiente fase por ventaja deportiva.
El Campeonato de Verano 2014 inició el 12 de enero. Golobio participó en la primera fecha contra Pérez Zeledón en el Estadio Ricardo Saprissa, pero su equipo salió derrotado 1-2. Reapareció en la fecha 10 ante Belén. Marcó su primer gol en clásicos frente a Alajuelense el 12 de abril, partido en el cual ingresó como variante y participó 2 minutos. Por primera vez, su club logró el primer lugar en la tabla de posiciones y enfrentó a la Universidad de Costa Rica en semifinales. El juego de ida terminó con empate 2-2 y en la vuelta acabó con victoria 2-0. Tras este hecho, Saprissa avanzó a la final por campeonato nacional que no lo hacía desde hace cuatro años. La final se desarrolló contra Alajuelense, en la ida finalizó 0-0 y en la vuelta 1-0, con la anotación de su compañero Hansell Arauz. Posteriormente, ganó su primer título como campeón y la histórica «30» para la institución morada.

#### Temporada 2014-2015
El 12 de julio, se inauguró la Copa Popular 2014, en la cual los tibaseños quedaron ubicados en el Grupo A, compartido con Cariari, Santos y Limón. Golobio permaneció en el banquillo en la victoria 0-7 frente a los caribeños. Jugó 90 minutos contra los santistas en el triunfo 4-2. El 27 de julio, marcó un gol ante los limonenses y con marcador de 2-4 a favor de los morados. De esta manera, su equipo avanzó a la siguiente etapa de la competición. Las series de semifinales fueron contra Herediano, las cuales terminaron empatadas 1-1, por lo que se llevó a los penales y ganando con resultado de 6-5. El 10 de agosto, se llevó a cabo la final frente al Cartaginés en el Estadio Nacional; sus compañeros Ariel Rodríguez y David Ramírez anotaron, pero su rival dio vuelta al marcador y finalizando 3-2. Golobio jugó los 90 minutos y obtuvo el subcampeonato de la copa.
Su mayor consagración como futbolista profesional se dio a partir del Torneo de Invierno 2014. El primer encuentro perteneciente a la fecha 1 se disputó contra el recién ascendido AS Puma Generaleña. Juan participó únicamente 45 minutos en la victoria 4-2. El 6 de agosto, su equipo visitó el Estadio Independencia para enfrentar al Real Estelí de Nicaragua por la Concacaf Liga de Campeones; el resultado terminó con empate 1-1. Anotó su primer gol el 24 de agosto ante Limón. Dos días después, se disputó el segundo encuentro de la competición regional, nuevamente frente a la escuadra nicaragüense, esta vez en el Estadio Nacional y con triunfo 3-0. El 18 de septiembre, el Saprissa jugó contra el Sporting Kansas City de visitante en tierra estadounidense. Golobio marcó un gol para el empate momentáneo 1-1, pero su rival ganó 3-1, lo que complicaba la clasificación de su equipo a la siguiente ronda. Juan Bustos volvió a conseguir una anotación en la jornada 10 frente a la Universidad de Costa Rica. Posteriormente, el 30 de septiembre, se oficializó la salida del entrenador Ronald González tras la rescisión del contrato y el gerente deportivo Jeaustin Campos asumió el cargo como técnico. El futbolista hizo de nuevo un gol ante los generaleños en el Estadio Municipal de Pérez Zeledón. El 23 de octubre, su club enfrentó a la escuadra estadounidense en el Estadio Ricardo Saprissa y ganando 2-0, por lo que se aseguró el pase a los cuartos de final. Al terminar la fase regular, su club llegó de cuarto lugar con 41 puntos. En las semifinales, se enfrentó a Alajuelense, quien había logrado el primer lugar con 53 puntos; el partido de ida acabó 1-0 con anotación de su compañero Heiner Mora al cierre del juego, y en la vuelta terminó 1-1. De esta manera, su equipo obtuvo su segunda final consecutiva. En el encuentro de ida, se disputó de local contra el Herediano. Bustos marcó el tercer gol al minuto 49' para la victoria 4-2. En la vuelta terminó empatada 1-1 y 5-3 en el marcador global, por lo que los tibaseños ganaron su segundo campeonato y la «31» en la historia.
El 18 de enero, se desarrolló la primera jornada del Verano 2015, con miras al tricampeonato, frente a AS Puma; el jugador asistió en dos ocasiones para el triunfo 3-2. El 16 de febrero, salió lesionado del Estadio Rosabal Cordero y después, con evaluaciones médicas, se determinó que sufrió del ligamento cruzado anterior y por consiguiente, se perdería el resto de las competiciones de esta temporada. En este torneo, Juan únicamente participó en siete partidos.

#### Temporada 2015-2016
Tras permanecer numerosos meses lesionado, el centrocampista regresó el 27 de septiembre frente a Liberia, juego correspondiente a la fecha 11 del Campeonato de Invierno 2015; entró como variante por Ariel Rodríguez al minuto 62', y el resultado terminó en empate a un gol. Bustos participó como titular en la cuarta jornada de la Concacaf Liga de Campeones, donde enfrentó al Santos Laguna en el Estadio Corona. Sin embargo, el marcador finalizó con la pérdida de 6-1, lo que repercutió en la eliminación de su equipo en fase de grupos. Debido a esto, una semana después la dirigencia saprissista nombró a Carlos Watson como el nuevo entrenador, el cual reemplazó a Douglas Sequeira. El futbolista mostró constancia al cierre de la fase regular del torneo, la cual su club acabó en el tercer lugar de la tabla de posiciones, y por consiguiente, clasificándose a la siguiente instancia. En la semifinal de ida ante Herediano, llevada a cabo el 13 de diciembre en el Estadio Ricardo Saprissa, Juan estuvo por 25 minutos en la victoria de 3-0. Seguidamente, la vuelta terminó en derrota de 2-0, pero el global favoreció a su conjunto para continuar a la última ronda. Las finales de ida y vuelta frente a Alajuelense terminaron con triunfos de 2-0 y 1-2, en condiciones de local y visitante, respectivamente. Con estos resultados, el Saprissa se adjudicó como el campeón, ganando el título «32» de la institución. Además, Golobio alcanzó su tercero personal como tibaseño.
La jornada 1 del Torneo de Verano 2016 se efectuó el 17 de enero contra el conjunto de Belén, en el Estadio Ricardo Saprissa, con la responsabilidad de defender el título de campeón. Aunque su equipo empezó perdiendo desde el primer minuto del juego, logró remontar y ganar con marcador de 2-1, con goles de sus compañeros Daniel Colindres y David Ramírez; Golobio participó 73 minutos, utilizó la camiseta número «10» y fue sustituido por Dylan Flores. El 27 de enero no fue convocado para el juego frente a Carmelita, para un descanso. Sin embargo, tres días después, en el partido ante Herediano, se dio a conocer realmente que la razón de su ausencia en estos juegos se debió a que su contrato finalizaría en mayo, junto con Deyver Vega, por lo que ambos fueron inhabilitados para jugar hasta alguna posible negociación. El 4 de febrero, el cuerpo técnico morado le dio la oportunidad a Juan de volver a la acción, en el encuentro frente a Pérez Zeledón, suponiendo un posible acuerdo. Bustos entró al inicio del segundo tiempo por Christian Martínez, pero 12 minutos más tarde salió lesionado, tras recibir una fuerte barrida por parte del rival. Con esto, fue sustituido por Jonathan Moya y el resultado terminó en derrota de 0-1. Mediante los análisis médicos, se determinó que el jugador sufrió una fractura de peroné en su pierna izquierda, por lo que requirió de una cirugía en el Hospital La Católica; su tiempo de recuperación sería de aproximadamente tres meses. Al término de la etapa regular de la competencia, su club alcanzó la segunda posición de la tabla, por lo que clasificó a la ronda eliminatoria. El futbolista apareció únicamente en dos juegos. El 30 de abril se efectuó la semifinal de ida en el Estadio Morera Soto ante Alajuelense; el marcador terminó en pérdida de 2-0. El 4 de mayo, su equipo llegó a la vuelta con la responsabilidad de revertir lo ocurrido. No obstante, el resultado finalizó de nuevo en derrota, siendo esta vez con cifras de 1-3, sumado a esto que el global fue de 1-5. Con lo obtenido en la serie, su club perdió la posibilidad de revalidar el título tras quedar eliminados.

#### Temporada 2016-2017
En la primera fecha del Campeonato de Invierno 2016, su equipo hizo frente al recién ascendido San Carlos, el 16 de julio en el Estadio Nacional. Sus compañeros Ulises Segura, David Guzmán y Rolando Blackburn anotaron, pero el empate de 3-3 prevaleció hasta el final del juego. Por otra parte, el centrocampista no fue convocado. Debutó oficialmente el 27 de julio, en el encuentro contra el Cartaginés en el Estadio Ricardo Saprissa. Golobio ingresó de cambio al minuto 74' por el argentino Mariano Torres, y su conjunto igualó con el resultado de 0-0. El 18 de agosto se inauguró la Concacaf Liga de Campeones donde su equipo, en condición de local, tuvo como adversario al Dragón de El Salvador. El futbolista entró como sustitución por Marvin Angulo al minuto 56', y el marcador culminó en triunfo abultado de 6-0. El 25 de agosto se desarrolló la segunda fecha de la competencia continental, de nuevo contra los salvadoreños, pero de visitante en el Estadio Cuscatlán. Tras los desaciertos de sus compañeros en acciones claras de gol, el resultado de 0-0 se vio reflejado al término de los 90 minutos. La tercera jornada del torneo del área se llevó a cabo el 14 de septiembre, en el Estadio Ricardo Saprissa contra el Portland Timbers de Estados Unidos. A pesar de que su club inició perdiendo desde el minuto 4', logró sobreponerse a la situación tras desplegar un sistema ofensivo. Los goles de sus compañeros Fabrizio Ronchetti y el doblete de Marvin Angulo, sumado a la anotación en propia del futbolista rival Jermaine Taylor, fueron suficientes para el triunfo de 4-2. El 19 de octubre se tramitó el último encuentro de la fase de grupos, por segunda vez ante los estadounidenses, en el Providence Park de Portland, Oregón. El jugador quedó en la suplencia, y el desenlace del compromiso finiquitó igualado a un tanto, dándole la clasificación de los morados a la etapa eliminatoria de la competencia. En el vigésimo segundo partido de la primera fase de la liga nacional, su conjunto enfrentó a Liberia en el Estadio Ricardo Saprissa. Golobio ingresó de cambio por Ulises Segura al inicio del segundo tiempo, y marcó un gol al minuto 65'. El centrocampista no anotaba desde hace 700 días (14 de diciembre de 2014). El marcador de 3-1 aseguró el liderato para su grupo con 49 puntos, y además un cupo para la cuadrangular final. El 15 de diciembre su equipo venció 2-0 al Herediano, para obtener el primer lugar de la última etapa del certamen y así proclamarse campeón automáticamente. Con esto, los morados alcanzaron la estrella número «33» en su historia y Bustos logró el cuarto título de liga en su carrera. Estadísticamente, contabilizó 8 apariciones y concretó un tanto, para un total de 251 minutos disputados.

### C.S Cartaginés
El 28 de diciembre de 2016, Golobio fue presentado de manera oficial en el Club Sport Cartaginés. El futbolista firmó con los blanquiazules por un periodo de seis meses en condición de préstamo, con alternativa a una extensión. Para el inicio del Campeonato de Verano 2017 que se llevó a cabo el 8 de enero, el equipo brumoso recibió, en el Estadio "Fello" Meza, al conjunto de Limón. Por su parte, Juan debutó como titular, del entrenador Jeaustin Campos, con la dorsal «21», anotó un gol de tiro de libre al minuto 21' y el marcador fue con triunfo de 3-1. El 22 de enero, en el compromiso de local contra el Deportivo Saprissa, Bustos contribuyó con un extraordinario tanto por encima del cancerbero rival Aarón Cruz al minuto 84', en la victoria con cifras de 3-0. Después de numerosos encuentros sin anotar, el centrocampista volvería al gol el 1 de marzo, en la ganancia de 2-1 sobre Carmelita. Al término de la fase de clasificación, su conjunto dejó ir la oportunidad de asegurar el pase a la siguiente ronda tras la pérdida de 1-0 contra el Santos de Guápiles en el Estadio Ebal Rodríguez. Con este resultado, los cartagineses quedaron en el sexto puesto con 33 puntos. Por otra parte, el mediocentro tuvo 18 apariciones y en total contabilizó tres goles.

### Deportivo Saprissa

#### Temporada 2017-2018
El 19 de abril de 2017 se oficializó su vuelta al Deportivo Saprissa tras su paso en el Cartaginés, sumado como nuevo refuerzo para la temporada. Su debut en el Torneo de Apertura se produjo el 30 de julio en el Estadio "Fello" Meza de Cartago, escenario en el que su conjunto fungió como local contra Carmelita. Golobio apareció en el once inicial y salió de relevo por Christian Martínez al minuto 60', en la victoria con cifras de 4-2. El 16 de noviembre se confirmó la baja del centrocampista por lesión, debido a un trauma que sufrió en el tobillo izquierdo —producto de un daño ocurrido en febrero de 2016—, por lo que fue operado para retirarle las placas y tornillos que tenía. Juan terminó la competencia de forma anticipada con once partidos disputados y con el aporte de una asistencia. Al cierre de la cuadrangular, el conjunto tibaseño quedó sin posibilidades de optar por el título.
Con miras al Torneo de Clausura 2018, su equipo cambió de entrenador debido al retiro de Carlos Watson, siendo Vladimir Quesada —quien fuera el asistente la campaña anterior— el nuevo estratega. Bustos fue suplente en la primera fecha del 7 de enero ante Liberia en el Estadio Edgardo Baltodano, donde los morados triunfaron por 0-3. Hizo su regreso a las canchas —tras 137 días— el 25 de febrero en el duelo de visita frente al Santos de Guápiles, juego en el que ingresó de relevo por Michael Barrantes al minuto 72'. El 20 de mayo se proclama campeón del torneo con su club tras vencer al Herediano en la tanda de penales. El volante sumó un total de nueve apariciones y puso dos pases a gol.

#### Temporada 2018-2019
Debuta en el Torneo de Apertura 2018 el 22 de julio con victoria de su equipo por 2-1 sobre el Santos de Guápiles. Su primer gol de la campaña se dio el 8 de noviembre, en el partido que enfrentó a Grecia en el Estadio "Coyella" Fonseca. Golobio, quien había ingresado de cambio por Marvin Angulo, remató desde larga distancia y colocó el balón en el ángulo superior del arquero rival al minuto 81', de esta manera sellando el triunfo de 1-3. Concluyó el certamen con dieciséis apariciones, marcó un tanto y sirvió dos asistencias.
El 22 de mayo de 2019, se da oficialmente la salida de Bustos del equipo.

### C.S Herediano
El 7 de junio de 2019, Bustos es contratado por el Herediano para un periodo de dos años.

### A.D San Carlos
El 24 de diciembre de 2019 fue fichado por la A.D San Carlos cedido a préstamo.

### Sporting F.C
El 8 de julio de 2020 fue fichado al Sporting F.C durante un periodo de un año.

### A.D Guanacasteca
El 12 de agosto de 2021 fue fichado por la A.D Guanacasteca. El 22 de septiembre de 2021, Golobio decidió retirarse del fútbol tras dedicarse a su propia empresa.

## Selección nacional

### Categorías inferiores

#### Eliminatoria al Campeonato Sub-17 de Concacaf 2009
El mediocentro fue considerado en la eliminatoria centroamericana, en territorio salvadoreño, con miras al torneo final de la confederación. El 12 de noviembre fue su debut con la Selección Sub-17 de Costa Rica en el Estadio Cuscatlán, donde su país enfrentó a Nicaragua. Bustos marcó un gol al cierre del partido en la ganancia con goleada de 7-0. Dos días posteriores fue partícipe de la victoria 0-1 sobre Guatemala. En el mismo escenario deportivo tuvo lugar el tercer compromiso, el 16 de noviembre contra el combinando anfitrión de El Salvador. El triunfo de 2-1 aseguró el liderato de los costarricenses del grupo B, además de la clasificación de manera directa hacia el Campeonato de la Concacaf de 2009.

#### Campeonato Sub-17 de la Concacaf 2009
Juan Diego Quesada, entrenador de la categoría costarricense, convocó a Golobio para afrontar el Campeonato Sub-17 de la Concacaf de 2009, el cual se realizó en territorio mexicano. El 22 de abril comenzó el certamen donde su nación tuvo como adversario a Guatemala, en el Estadio Caliente de Tijuana. En esta ocasión el empate a un tanto prevaleció al término de los 90 minutos. Dos días después fue el juego de su país contra Trinidad y Tobago, en el mismo escenario deportivo. El mediocentro mixto logró una anotación al minuto 18', en la victoria de 3-0. Sin embargo, el primer revés de los Ticos fue el 26 de abril, en la derrota de 1-0 ante México. Con los resultados obtenidos en esta ronda, su selección logró avanzar como segundo lugar del grupo B. Inicialmente, la serie semifinal se iba a disputar contra Estados Unidos, pero la Pandemia de gripe A (H1N1) en México ordenó a la Concacaf de cancelar el torneo. Por otro lado, su país clasificó directamente a la Copa Mundial.
| Campeonato                | Sede   | Resultado   |
| ------------------------- | ------ | ----------- |
| Campeonato Sub-17 de 2009 | México | Clasificado |

#### Mundial Sub-17 de 2009
Juan Bustos fue convocado en la lista oficial de jugadores que disputaron el Mundial Sub-17 de 2009 en Nigeria. La selección costarricense fue ubicada en el grupo D, junto con Nueva Zelanda, Turquía y Burkina Faso. El mediocampista recibió la confianza del entrenador Juan Diego Quesada para salir como titular ante los neozelandeses, encuentro que se disputó el 25 de octubre en el Estadio Nnamdi Azikiwe; el marcador terminó empatado a una anotación. Cuatro días después, el combinado Tricolor enfrentó el segundo juego frente a los turcos, pero terminó en derrota con cifras de goleada 4-1. Por último, contra el conjunto de Burkina Faso se repetiría el marcador del partido anterior y nuevamente con una pérdida; Golobio marcó un gol al minuto 86'. Con estos resultados, los Ticos no pudieron avanzar a la siguiente ronda del campeonato.
| Mundial                     | Sede    | Resultado      |
| --------------------------- | ------- | -------------- |
| Copa Mundial Sub-17 de 2009 | Nigeria | Fase de grupos |

#### Eliminatoria al Campeonato Sub-20 de Concacaf 2011
El 23 de noviembre de 2010, el jugador participó en la Eliminatoria al Campeonato Sub-20 de la Concacaf del año siguiente. El primer encuentro se desarrolló ante Nicaragua, el cual finalizó 4-0 a favor de los costarricenses. Posteriormente enfrentaron a Panamá, pero el marcador acabó con derrota 1-0. La selección de Costa Rica obtuvo el segundo lugar de la tabla y disputó el repechaje contra El Salvador. Los juegos de ida y vuelta terminaron 1-0 y 1-1, con triunfo de los salvadoreños, pero por asuntos reglamentarios de la FIFA quedaron descalificados al alinear a un jugador que no estaba inscrito en esa nacionalidad, por lo tanto, la escuadra costarricense ganó la serie con cifras de 3-0 en ambos cotejos, y por consiguiente clasificaron al torneo regional.

#### Campeonato Sub-20 de la Concacaf 2011
El centrocampista fue tomado en consideración para actuar en el Campeonato Sub-20 de la Concacaf de 2011, bajo la dirección técnica de Ronald González. El equipo costarricense quedó cabeza de serie en el grupo C, con Guadalupe y Canadá. El 30 de marzo se disputó el primer encuentro frente a los guadalupeños en el Estadio Cementos Progreso, de Ciudad de Guatemala; Bustos participó los 90 minutos, utilizó la dorsal «8» y el marcador fue de 0-3, con triunfo. El marcador se repitió ante los canadienses en el
mismo escenario deportivo; Golobio marcó un tanto al minuto 34' y luego sus compañeros Joel Campbell y Mynor Escoe ampliaron la ventaja. Con estos resultados, los Ticos ganaron el grupo con 6 puntos y de líderes. Los cuartos de final se disputaron el 5 de abril frente a la Selección de Cuba en el Estadio Mateo Flores; Juan fue titular y su país triunfó con marcador de goleada 6-1. Tres días después se dieron las semifinales, enfrentando al anfitrión Guatemala; esta instancia terminó con una nueva victoria 2-1. Por último, la final se llevó cabo el 10 de abril contra México, pero los costarricenses sufrieron una pérdida de 3-1. Con este resultado, la Sele obtuvo el subcampeonato del torneo y los pases hacia el Mundial de Colombia y los Juegos Panamericanos.
| Campeonato                | Sede      | Resultado  |
| ------------------------- | --------- | ---------- |
| Campeonato Sub-20 de 2011 | Guatemala | Subcampeón |

En el mes de julio de 2011, se realizaron dos encuentros amistosos previos al mundial sub-20 contra Egipto. El primero de ellos se dio en el Estadio "Fello" Meza de Cartago; mediante un tiro libre directo, Bustos hizo el primer gol, pero los visitantes igualaron el marcador para que terminara 1-1 definitivo. El segundo juegos se desarrolló en el Estadio Nacional, Golobio participó 84 minutos y su país perdió 0-1.

#### Mundial Sub-20 de 2011
El representativo de Costa Rica fue ubicado en el grupo C del Mundial de 2011, compartido con España, Australia y Ecuador. El 31 de julio fue el primer encuentro para el conjunto Tico frente a los españoles; Juan asistió a John Jairo Ruiz para la única anotación por parte de los costarricenses, pero fue insuficiente ya que el marcador terminó en goleada 1-4. El 3 de agosto se disputó el cotejo contra los australianos, Bustos jugó 84 minutos y brindó una asistencia a Joel Campbell; el resultado acabó 2-3 a favor de la Sele. El último partido de la fase de grupos se dio ante los ecuatorianos; el centrocampista salió de cambio por Felipe Chaves al minuto 56' y su selección perdió 3-0. Con este rendimiento obtenido, la escuadra de Costa Rica avanzó a la siguiente etapa dentro de los mejores terceros. En el Estadio Nemesio Camacho El Campín de Bogotá, se desarrolló el 9 de agosto el juego por los octavos de final contra el anfitrión Colombia; Golobio fue titular los 90 minutos pero el marcador finalizó 3-2 a favor de los cafeteros. Con esto, Costa Rica quedó eliminado del mundial.
| Mundial                     | Sede     | Resultado        |
| --------------------------- | -------- | ---------------- |
| Copa Mundial Sub-20 de 2011 | Colombia | Octavos de final |

### Selección absoluta

#### Copa Centroamericana 2014
El futbolista fue convocado a finales del mes de agosto de 2014 por el entrenador interino de la selección costarricense Paulo Wanchope, con miras hacia la Copa Centroamericana de ese año. Debutó oficialmente como internacional absoluto el 3 de septiembre, en el Robert F. Kennedy Memorial Stadium de Washington D. C. y su país enfrentó a Nicaragua; Golobio entró como sustitución por Johan Condega y el resultado terminó con victoria 3-0. Posteriormente se dio el encuentro contra Panamá en el Estadio Cotton Bowl de Dallas. A pesar de tener el marcador en contra 0-2, el conjunto Tricolor logró el empate y definitivo 2-2; Juan ingresó de cambio nuevamente por Condega y asistió a Johan Venegas al minuto 81'. Con esto, Costa Rica terminó de líder con 4 puntos y clasificó a la última instancia de la Copa. El 13 de septiembre se desarrolló el juego de la final ante Guatemala en Los Angeles Memorial Coliseum; el mediocampista apareció de titular y anotó su primer gol con la selección al minuto 56', el cual significó el triunfo 1-2, por lo que los costarricenses ganaron su octavo título en la historia y el primero para Golobio.
| Copa                      | Sede           | Resultado |
| ------------------------- | -------------- | --------- |
| Copa Centroamericana 2014 | Estados Unidos | Campeón   |

A mediados de octubre de 2014, la selección realizó una gira asiática para visitar a los conjuntos de Omán y Corea del Sur; el centrocampista fue tomado en cuenta por Wanchope. El 10 de octubre, en el Complejo Deportivo del Sultan Qaboos de Mascate, se llevó a cabo el primer encuentro contra la escuadra omaní. Juan Bustos marcó su segundo gol internacional al minuto 47' y salió de relevo por Johan Venegas. El resultado acabó 3-4 a favor de los Ticos. Cuatro días después se dio el cotejo frente a los surcoreanos en el Estadio Mundialista de Seúl, pero en esta ocasión Juan quedó en el banquillo y su país ganó con cifras de 1-3.
El último partido del año se dio el 13 de noviembre contra Uruguay en el Estadio Centenario. En este juego se disputó la Copa Antel de carácter amistoso. El futbolista entró al minuto 80' por Yeltsin Tejeda y el marcador fue de empate a tres tantos. El ganador se decidió por los lanzamientos de penal, Golobio hizo el séptimo tiro y su país volvió a ganar con cifras de 6-7.
En enero de 2016, el entrenador Óscar Ramírez convocó a los jugadores para el primer microciclo del año, de cara al amistoso del 2 de febrero en fecha no FIFA contra Venezuela; Bustos apareció en la nómina pero no quedó en la lista final dada el 22 de enero.

## Estadísticas

### Clubes
- Actualizado a fin de su carrera deportiva

| Club                            | Div.          | Temporada     | Liga  | Liga  | Liga   | Copas nacionales | Copas nacionales | Copas nacionales | Copas internacionales | Copas internacionales | Copas internacionales | Total | Total | Total  |
| Club                            | Div.          | Temporada     | Part. | Goles | Asist. | Part.            | Goles            | Asist.           | Part.                 | Goles                 | Asist.                | Part. | Goles | Asist. |
| ------------------------------- | ------------- | ------------- | ----- | ----- | ------ | ---------------- | ---------------- | ---------------- | --------------------- | --------------------- | --------------------- | ----- | ----- | ------ |
| Deportivo Saprissa · Costa Rica |               |               |       |       |        |                  |                  |                  |                       |                       |                       |       |       |        |
| 1.ª                             | 2010-11       | 4             | 0     | 0     | —      | —                | —                | —                | —                     | —                     | 4                     | 0     | 0     |        |
| 1.ª                             | 2011-12       | 2             | 0     | 0     | —      | —                | —                | —                | —                     | —                     | 2                     | 0     | 0     |        |
| 1.ª                             | 2012-13       | 36            | 4     | 2     | —      | —                | —                | —                | —                     | —                     | 36                    | 4     | 2     |        |
| 1.ª                             | 2013-14       | 25            | 1     | 3     | 4      | 0                | 0                | —                | —                     | —                     | 29                    | 1     | 3     |        |
| 1.ª                             | 2014-15       | 27            | 4     | 3     | 5      | 1                | 0                | 4                | 0                     | 0                     | 36                    | 6     | 3     |        |
| 1.ª                             | 2015-16       | 16            | 0     | 0     | —      | —                | —                | 1                | 0                     | 1                     | 17                    | 0     | 1     |        |
| 1.ª                             | 2016-17       | 8             | 1     | 0     | —      | —                | —                | 1                | 0                     | 0                     | 9                     | 1     | 0     |        |
| Total club                      | Total club    | 118           | 10    | 8     | 9      | 1                | 0                | 6                | 0                     | 1                     | 133                   | 12    | 9     |        |
| C. S. Cartaginés · Costa Rica   |               |               |       |       |        |                  |                  |                  |                       |                       |                       |       |       |        |
| 1.ª                             | 2016-17       | 18            | 3     | 0     | —      | —                | —                | —                | —                     | —                     | 18                    | 3     | 0     |        |
| Total club                      | Total club    | 18            | 3     | 0     | 0      | 0                | 0                | 0                | 0                     | 0                     | 18                    | 3     | 0     |        |
| Deportivo Saprissa · Costa Rica |               |               |       |       |        |                  |                  |                  |                       |                       |                       |       |       |        |
| 1.ª                             | 2017-18       | 20            | 0     | 2     | —      | —                | —                | —                | —                     | —                     | 20                    | 0     | 2     |        |
| 1.ª                             | 2018-19       | 30            | 1     | 2     | —      | —                | —                | 2                | 0                     | 0                     | 32                    | 1     | 2     |        |
| Total club                      | Total club    | 50            | 1     | 4     | 0      | 0                | 0                | 2                | 0                     | 0                     | 52                    | 1     | 4     |        |
| C. S. Herediano · Costa Rica    |               |               |       |       |        |                  |                  |                  |                       |                       |                       |       |       |        |
| 1.ª                             | 2019-20       | 8             | 0     | 1     | —      | —                | —                | —                | —                     | —                     | 8                     | 0     | 1     |        |
| Total club                      | Total club    | 8             | 0     | 1     | 0      | 0                | 0                | 0                | 0                     | 0                     | 8                     | 0     | 1     |        |
| A. D. San Carlos · Costa Rica   |               |               |       |       |        |                  |                  |                  |                       |                       |                       |       |       |        |
| 1.ª                             | 2019-20       | 14            | 1     | 3     | —      | —                | —                | —                | —                     | —                     | 14                    | 1     | 3     |        |
| Total club                      | Total club    | 14            | 1     | 3     | 0      | 0                | 0                | 0                | 0                     | 0                     | 14                    | 1     | 3     |        |
| Sporting F. C. · Costa Rica     |               |               |       |       |        |                  |                  |                  |                       |                       |                       |       |       |        |
| 1.ª                             | 2020-21       | 10            | 3     | 0     | —      | —                | —                | —                | —                     | —                     | 10                    | 3     | 0     |        |
| Total club                      | Total club    | 10            | 3     | 0     | 0      | 0                | 0                | 0                | 0                     | 0                     | 10                    | 3     | 0     |        |
| A. D. Guanacasteca · Costa Rica |               |               |       |       |        |                  |                  |                  |                       |                       |                       |       |       |        |
| 1.ª                             | 2021-22       | 1             | 0     | 0     | —      | —                | —                | —                | —                     | —                     | 1                     | 0     | 0     |        |
| Total club                      | Total club    | 1             | 0     | 0     | 0      | 0                | 0                | 0                | 0                     | 0                     | 1                     | 0     | 0     |        |
| Total carrera                   | Total carrera | Total carrera | 219   | 18    | 16     | 9                | 1                | 0                | 8                     | 0                     | 1                     | 236   | 20    | 17     |
| 1. 2. Fuente:Transfermarkt      |               |               |       |       |        |                  |                  |                  |                       |                       |                       |       |       |        |

#### Goles internacionales
| Núm. | Fecha                    | Lugar                                         | Rival     | Gol | Resultado | Competición               |
| ---- | ------------------------ | --------------------------------------------- | --------- | --- | --------- | ------------------------- |
| 1    | 13 de septiembre de 2014 | Los Angeles Memorial Coliseum, Estados Unidos | Guatemala | 1-2 | 1-2       | Copa Centroamericana 2014 |
| 2    | 10 de octubre de 2014    | Sultan Qaboos Sports Complex, Omán            | Omán      | 1-3 | 3-4       | Amistoso                  |

### Clubes como segundo entrenador
| Club           | País       | Año       |
| -------------- | ---------- | --------- |
| A.D Santa Rosa | Costa Rica | 2023-2024 |

## Palmarés

### Títulos nacionales
| Título                         | Club                  | País       | Año  |
| ------------------------------ | --------------------- | ---------- | ---- |
| Torneo de Copa de Costa Rica   | Deportivo Saprissa    | Costa Rica | 2013 |
| Primera División de Costa Rica | Deportivo Saprissa    | Costa Rica | 2014 |
| Primera División de Costa Rica | Deportivo Saprissa    | Costa Rica | 2014 |
| Primera División de Costa Rica | Deportivo Saprissa    | Costa Rica | 2015 |
| Primera División de Costa Rica | Deportivo Saprissa    | Costa Rica | 2016 |
| Primera División de Costa Rica | Deportivo Saprissa    | Costa Rica | 2018 |
| Primera División de Costa Rica | C. S. Herediano       | Costa Rica | 2019 |
| Tercera División de Costa Rica | Deportivo Upala F. C. | Costa Rica | 2024 |

### Títulos internacionales
| Título               | Equipo                  | Sede           | Año  |
| -------------------- | ----------------------- | -------------- | ---- |
| Copa Centroamericana | Selección de Costa Rica | Estados Unidos | 2014 |

#### Distinciones individuales
| Distinción                                | Año  |
| ----------------------------------------- | ---- |
| Mejor gol del Campeonato de Invierno 2012 | 2013 |